# 草原上升起不落的太阳
《草原上升起不落的太阳》，内蒙著名作曲家美丽其格词曲、胡松華原唱。歌曲于1952年由美丽其格创作于中央音乐学院（当时24岁的美丽其格为该学院大一学生），该歌曲是一首歌颂内蒙古草原（具体指科尔沁草原）、歌颂领袖毛泽东、歌颂中国共产党的歌曲。

## 历史
1951年，美丽其格考入中央音乐学院（当时该校在天津）。1952年，学校布置作业，要求每个学生拿出一首作品在“学生作品演唱、演奏会”上展示，而《草原上升起不落的太阳》正是24岁的大一学生美丽其格的作业。

## 翻唱
吴雁泽、楼贵、朱崇懋、王宏伟、刘秉义等都曾演唱过该曲。

## 使用及改编
- 中央音乐学院、上海音乐学院、山东音乐学院等多所院校将这首歌曲纳入声乐教材。
- 2006年，《草原上升起不落的太阳》入选嫦娥一号月球探测卫星播放曲目，并在卫星绕月期间择机播放。

### 收录专辑
- 2007年6月21日，瀛洲文化发行的《旋风 新音乐 长征路》收录该曲。
- 2007年7月1日，瀛洲文化发行的《新音乐长征路 红色经典系列一》收录该曲，由高登演唱。

## 歌曲影响

### 所获荣誉
- 1954年，《草原上升起不落的太阳》获全国群众歌曲评选一等奖；
- 1989年，在国家文化部举办的“建国四十年唤起我美好回忆的那些歌”征歌活动中，该歌曲获优秀作品奖；[3]
- 1992年，《草原上升起不落的太阳》被评为“20世纪华人音乐经典”（该曲是其中唯一的作者为少数民族的作品）。

## 其他相关

### 外文译名
- 法語：